# Tyrrhenische Mauereidechse
Die Tyrrhenische Mauereidechse (Podarcis tiliguerta) ist eine Echsenart aus der Gattung der Mauereidechsen, die auf Korsika, Sardinien und den vorgelagerten Inseln endemisch ist.

## Merkmale

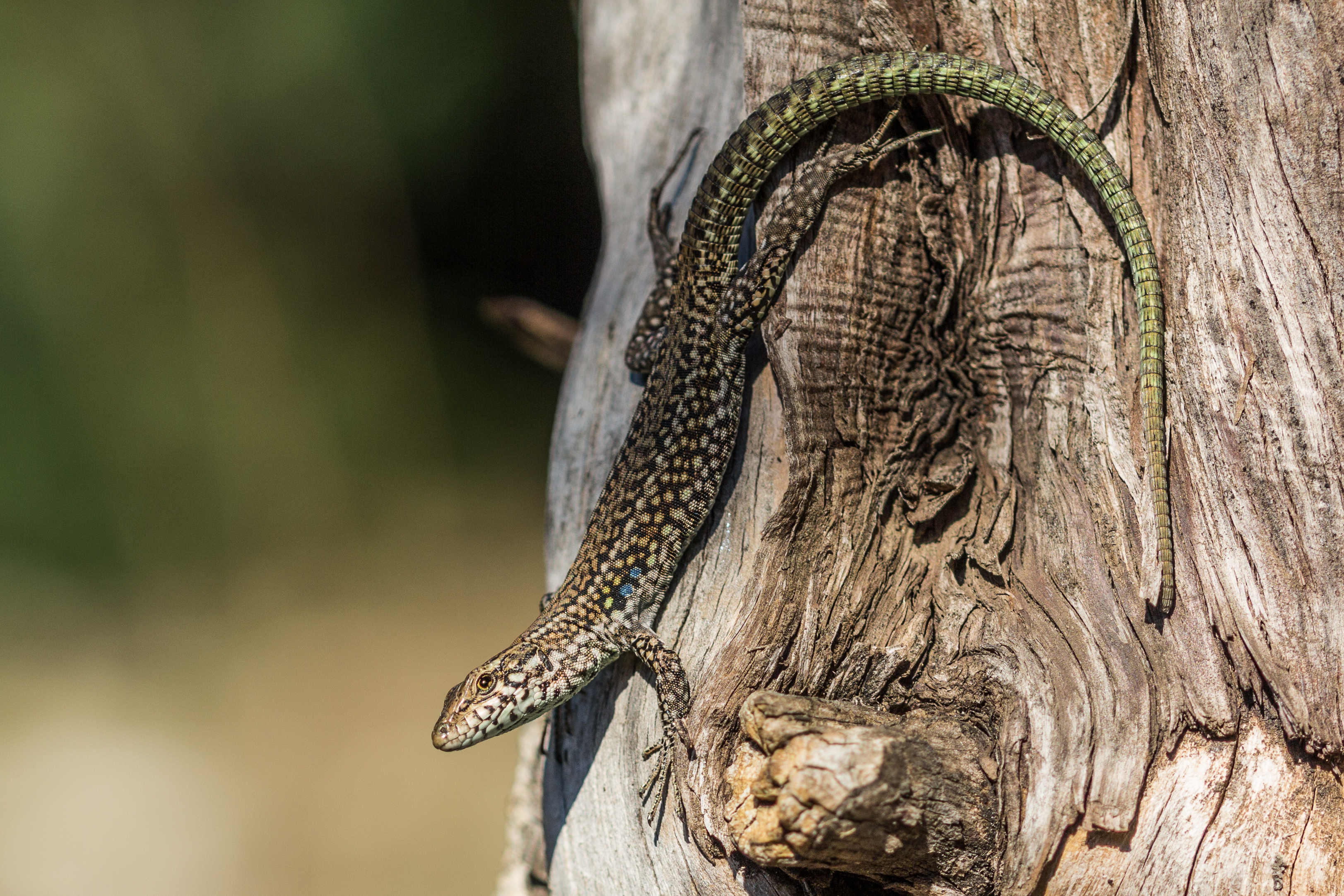

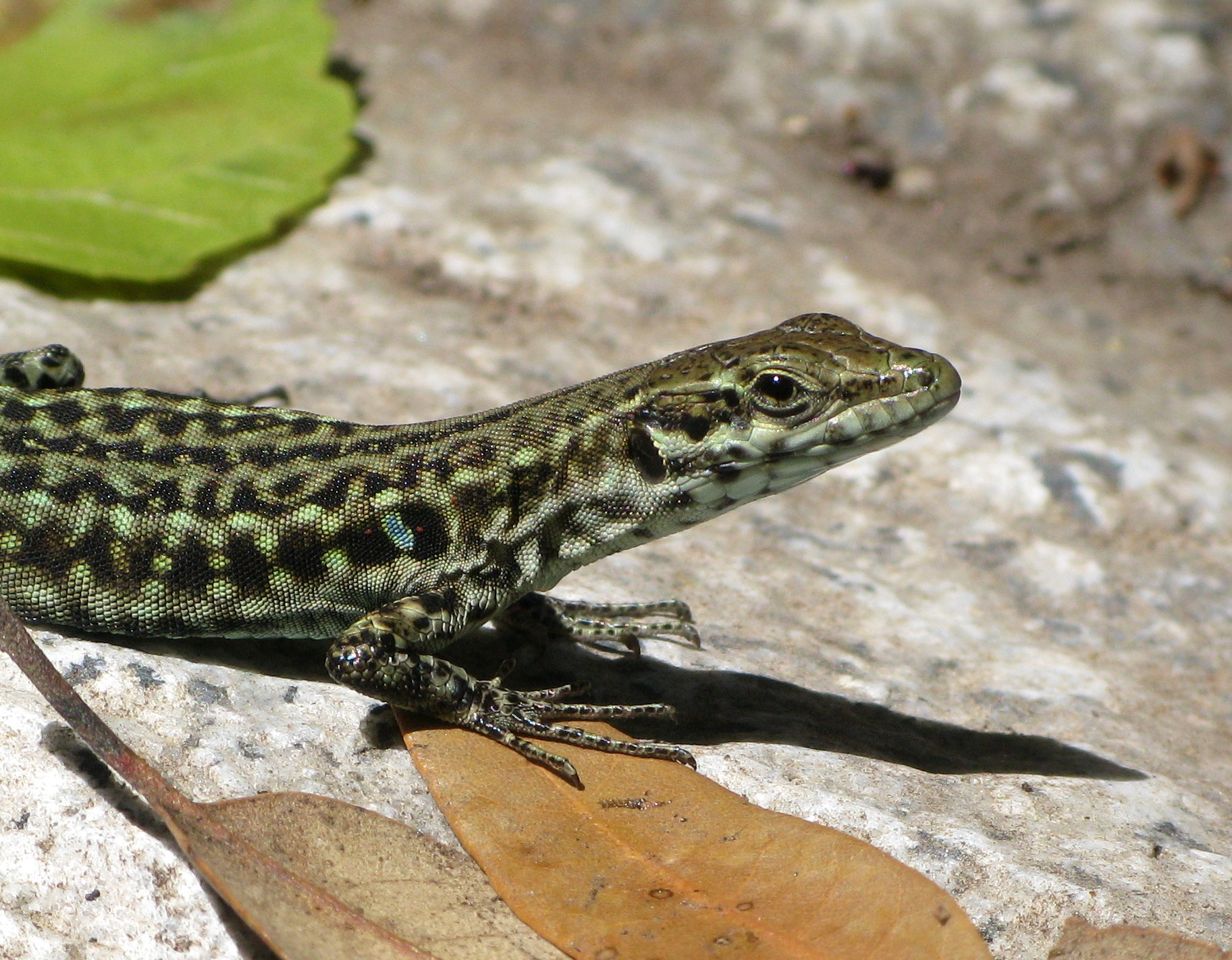
Podarcis tiliguerta

Die Tyrrhenische Mauereidechse erreicht eine Gesamtlänge von 20 bis 25 Zentimeter. Davon erreicht ihr Körper bis zu 6,5 Zentimeter und ihr Schwanz etwa die doppelte Länge. Ihr Rücken ist meist grünlich braun mit Längsfleckenband und ihre Kehle ist schwarz gefleckt. Ihre Oberseite ist variabel, doch meist sind sie grau bis graubraun. Die Männchen sind grünlich mit hellen Rückenseitenstreifen und schwarzen Flecken. Oft haben sie auch ein Längsstreifen- oder ein Netzmuster. Sie haben dunkle, schwarz gefleckte und z. T. auch einzelne blaue Tupfer. Außerdem haben sie einen weißlichen, gelblichen, orangen oder roten Bauch. Auf ihrer Kopfseite sind die Oberschläfenschilder gebogen.

## Lebensraum
Man findet sie nur auf Korsika, Sardinien und den vorgelagerten Inseln. Dort leben sie im Flach- und Bergland bis etwa 1800 Meter Höhe. Sie leben dort vor allem in trockenen, steinigen, z. T. bewachsenen Berghängen oder Straßenrändern.

## Fortpflanzung
Die Eidechsen paaren sich nach fünf- bis sechsmonatiger Winterruhe im April und legen ungefähr sechs bis 12 Eier.